# دهستان نهرعنبر
دهستان نهرعنبر، یکی از دهستان‌های بخش موسیان شهرستان دهلران در استان ایلام ایران است. مرکز این دهستان، روستای بره بیجه است.

## جمعیت
بر پایه سرشماری عمومی نفوس و مسکن در سال ۱۳۹۵، جمعیت دهستان نهرعنبر برابر با ۳٬۱۰۷ نفر بوده‌است.